# Sietas Typ 20
Der Typ 20 ist ein Küstenmotorschiffstyp der Sietas-Werft in Hamburg-Neuenfelde.

## Geschichte

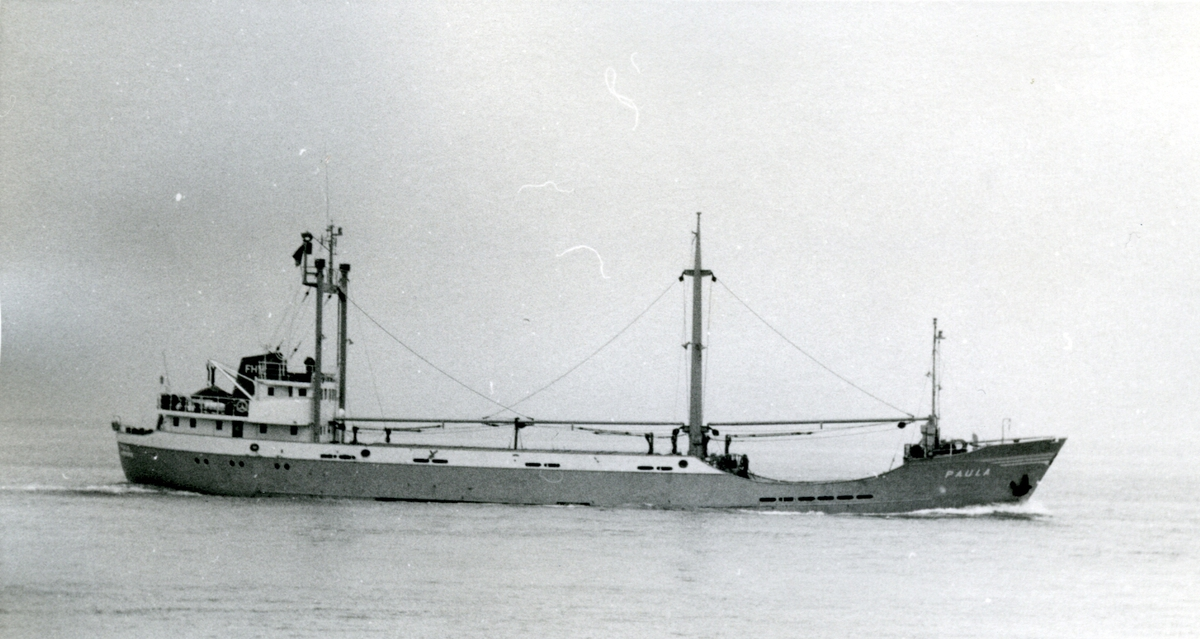
Die Paula entstand 1964 als letztes Schiff der Baureihe

Die Baureihe wurde von verschiedenen Reedereien geordert und von Herbst 1960 bis Anfang 1964 in acht Einheiten gebaut. Eingesetzt wurden die Schiffe anfangs vorwiegend in der kleinen und mittleren Fahrt. Später fand man sie, teilweise auch umgebaut und meist ohne Ladegeschirr, weltweit in der Küstenfahrt.

## Technik
Der hintere der zwei Laderäume hat ein Zwischendeck. Durch die weitestgehend unverbaute Form des Laderaums mit geringem Unterstau ist der Schiffstyp auch in der Zellulose- oder Paketholzfahrt einsetzbar. Darüber hinaus besitzen die Schiffe eine ebene Tankdecke durch den durchgehenden Doppelboden. Es wurden einfache Lukendeckel aus Holz mit seefester Abdeckung aus Persenning verwendet. Serienmäßig erhielten die Schiffe drei Ladebäume mit einer Tragkraft von drei Tonnen.
Angetrieben werden die Schiffe der Baureihe von Viertakt-Dieselmotoren verschiedener Hersteller, die bei der Mehrzahl der Schiffe auf einen Festpropeller wirken.

## Die Schiffe
| Sietas Typ 20    | Sietas Typ 20 | Sietas Typ 20 | Sietas Typ 20          | Sietas Typ 20               | Sietas Typ 20 | Sietas Typ 20 |
| Bauname          | Bau- nummer   | IMO- Nummer   | Stapellauf Ablieferung | Auftraggeber                | Umbenennungen und Verbleib |               |
| ---------------- | ------------- | ------------- | ---------------------- | --------------------------- | --- | ------------- |
| Carina           | 475           | 5063588       | 15.10.1960 26.11.1960  | H. P. Wegener, Hamburg      | 1975 Vagabund, am 4. April 1986 in Kappeln aufgelegt und am 14. August 1986 versteigert, 1988 Satu → 1990 East Pacific → 1997 Emmanuel II → 1997 Sea Star II, Verbleib unklar |               |
| Nordkap          | 496           | 5255430       | 20.01.1962 10.03.1962  | Amandus Gahde, Hamburg      | Morgan → 1977 Elm → 1988 Esther → 1989 Nawal 1 → 1993 Ebla → 1997 Abude 1 → 1998 Karawan, am 17. Januar 2012 im Register gelöscht                                             |               |
| Marianne Weber   | 504           | 5223671       | 12.05.1962 29.06.1962  | Herbert Weber, Hamburg      | 1989 Nausica → 1994 Niklas → 1998 Niklas II, Verbleib unklar |               |
| Hannes Knüppel   | 506           | 5141770       | 31.05.1962 02.07.1962  | Johannes Knüppel, Hamburg   | Welle → 1987 Ellen → 1988 Sea of God → am 17. Januar 2012 im Register gelöscht                                                                                                |               |
| Paul Meier       | 511           | 5412909       | 25.05.1963 14.07.1963  | H. A. Meier, Hamburg        | 1974 Ingmar, auf einer Reise von Köping nach Rotterdam mit Getreide am 17. November 1984 südlich von Kalmar gesunken                                                          |               |
| Richard Rahmann  | 513           | 5294412       | 11.10.1962 03.11.1962  | R. C. & G. Rahmann, Hamburg | 1982 Richard 1 → 1982 Richard II → 1985 Wega III → 1997 Shasha Boekanier, 2002 auf Position 26°45.064N, 080°00.606W als künstliches Riff versenkt                             |               |
| Hinrich Behrmann | 515           | 5427423       | 19.09.1963 17.10.1963  | Albert Behrmann, Krautsand  | auf einer Reise von Köping nach London mit Stückgut am 7. Dezember 1967 östlich von Norderney gesunken                                                                        |               |
| Paula            | 523           | 6405329       | 21.12.1963 18.01.1964  | Friedrich Breuer, Bützfleth | 1985 Anta → 1989 Anne → 1991 Heather → 1992 Anne → 1993 Blue Marlin → 1994 Anneke → 1998 Master Sea, am 24. Januar 2012 im Register gelöscht                                  |               |